# Animals (альбом)
Animals (с англ. — «Животные») — десятый студийный альбом британской прогрессив-рок-группы Pink Floyd, выпущенный 23 января 1977 года. Записан в студии «Британиа роу» (Britannia Row Studios) (Лондон). Достиг второго места в хит-параде Великобритании и третьего в США.
Первоначально альбом был издан в Великобритании 23 января 1977 года на лейбле Harvest Records, затем на Columbia Records в США 2 февраля 1977 года. Неоднократно переиздан на CD в Европе и США.
Два визуальных образа из альбома Animals стали особенно известными: электростанция Баттерси и огромная надувная свинья. Вид электростанции на обложке альбома сделал её туристической достопримечательностью. А надувная свинья, являющаяся, по словам Роджера Уотерса, символом надежды, позднее использовалась практически на всех концертах группы.

## История альбома
Трек «Dogs» был сочинён Уотерсом и Гилмором во времена записи альбома Wish You Were Here и носил рабочее название «You Gotta Be Crazy», также результатом творчества группы в тот период была композиция «Sheep», носившая тогда название «Raving and Drooling». Эти две композиции писались по линейному методу, использовавшемуся в конце 1960-х — начале 1970-х годов. Изначально они исполнялись на концертах, где обрастали новыми мотивами и изменяли своё звучание, после чего записывались в студии как окончательный вариант с чётко отрепетированным звучанием и написанными словами.
Как и последующие два альбома, Animals состоял из композиций, написанных Уотерсом с Гилмором. И, как и в следующем альбоме, Райту отводилась роль аккомпаниатора, но Райт исполнял также и соло в композициях «Dogs» и «Sheep».

Animals дался нам тяжело. Записывать его было отнюдь не весело, но именно тогда Роджер действительно начал верить, что он был единственный автор в группе. Он считал, что это только из-за него группа все ещё движется вперёд, и очевидно, когда он начал развивать свои эго-устремления, человек, с которым он стал конфликтовать, был я.
Оригинальный текст (англ.)Animals was a slog. It wasn't a fun record to make, but this was when Roger really started to believe that he was the sole writer for the band. He believed that it was only because of him that the band was still going, and obviously, when he started to develop his ego trips, the person he would have his conflicts with would be me.

## Обложка

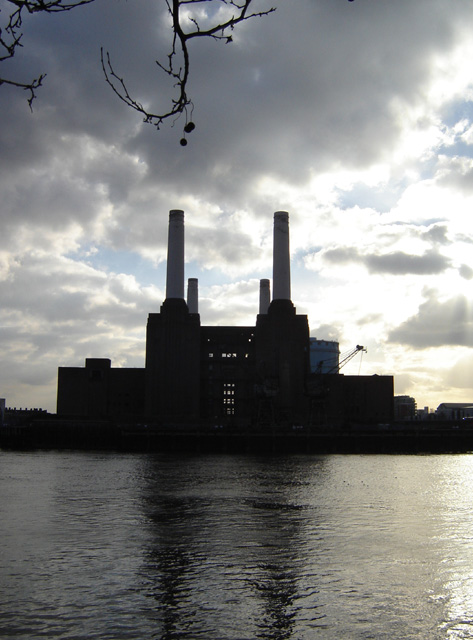
Электростанция Баттерси

На обложке Animals изображена лондонская электростанция Баттерси, огромное здание, построенное в стиле ар-деко, снабжавшее Лондон электроэнергией с 1933 по 1980-е годы.
Между дымовыми трубами электростанции была привязана сорокафутовая надувная свинья. Она была изготовлена в Германии на старом заводе по производству дирижаблей и аэростатов. В день, когда должны были производиться фотосъёмки, был приглашён снайпер с винтовкой. Из-за недостатка гелия техники не смогли надуть свинью и съёмку пришлось отложить. Подготовить и закрепить свинью на электростанции, а также сделать фотографии удалось только на следующий день. Во время фотосъёмок из-за сильного ветра свинья сорвалась, воздушные потоки направили её к аэропорту Хитроу. Сбить свинью не было возможности, так как снайпер в этот день в Баттерси не приехал. Р. Уотерс в качестве шутки отметил, что свинья «соскучилась по родине», предположив, что она улетала куда-то на восток, по направлению к Германии. Через некоторое время надувная свинья была обнаружена в двадцати милях к юго-востоку от Лондона. Свинью вернули владельцам за вознаграждение в 1000 фунтов.
Впоследствии надувная свинья стала одним из «фирменных» знаков группы и неизменным атрибутом всех последующих концертных выступлений Pink Floyd.
В 2011 году обложка альбома заняла 10-е место в списке лучших обложек альбомов всех времён, по версии интернет-издания Music Radar.

## Концепция альбома

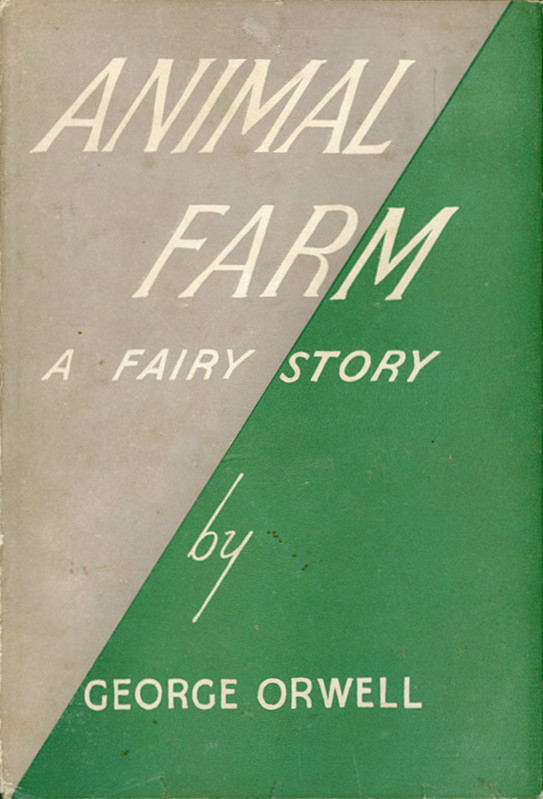
Обложка первого издания повести «Скотный двор» — идейного вдохновителя альбома Animals

Концепция альбома основана на политической повести Джорджа Оруэлла «Скотный двор», тексты альбома описывают различные классы в обществе как различные виды животных: воинственные собаки, деспотические безжалостные свиньи и «бессмысленное и беспрекословное стадо» овец. В то время как новелла фокусируется на сталинизме, сам альбом является критикой кланового капитализма и отличается тем, что овцы в конечном итоге поднимают бунт, чтобы одолеть собак. Альбом был развит из коллекции несвязанных песен в концепцию, которая, по словам автора Гленна Поуви, «описывала очевидный социальный и моральный распад общества, уподобляя человеческое состояние состоянию простых животных».
Помимо критики общества, альбом также является частью ответа на панк-рок-движение, которое росло в популярности как нигилистическое заявление против преобладающих социальных и политических условий, а также реакция на общее самодовольство и ностальгию, которые, казалось, окружали рок-музыку. Pink Floyd были очевидной мишенью для панк-музыкантов, особенно для Джонни Роттена из Sex Pistols, который носил футболку Pink Floyd, на которой чернилами были написаны слова «I hate»; Лайдон, однако, постоянно говорил, что это было сделано ради хохмы (он был поклонником нескольких прогрессивных рок-групп той эпохи, включая Magma и Van der Graaf Generator). Барабанщик Ник Мейсон позже заявил, что он приветствовал «панк-рок восстание» и рассматривал его как долгожданное возвращение к андеграундной сцене, из которой возникли Pink Floyd. В 1977 году он спродюсировал второй альбом группы The Damned Music for Pleasure на Britannia Row.
В своей книге 2008 года Comfortably Numb музыкальный журналист Марк Блэйк утверждает, что в песне «Dogs» содержатся некоторые из лучших работ Дэвида Гилмора; хотя гитаристу отведена одна вокальная партия, его исполнение носит «взрывной» характер. Песня также содержит заметный вклад Райта, который вторит синтезаторным звукам, используемым в предыдущем альбоме группы Wish You Were Here.
Песня «Pigs (Three Different Ones)», с блюзовыми гитарными вставками и вычурными басовыми ходами, схожа по звучанию с «Have a Cigar». В этой песне Уотерс описывает три типа людей, стремящихся убедить окружающих, что имеют ответы на все вопросы жизни. В первых куплетах Уотерс не раскрывает аллюзий на конкретных людей, и лишь в третьем куплете, не без долгих колебаний, он позволил себе прямо упомянуть британскую моралистку 1960-х годов Мэри Уайтхаус, выступавшую за жёсткую цензуру на радио и телевидении, которая ещё в 1967 году обличала группу как приверженцев ЛСД, сексуальной свободы и гедонизма.

## Критика
| Оценки критиков               | Оценки критиков |
| Источник                      | Оценка |
| ----------------------------- | --- |
| AllMusic                      | [ 21 ] |
| The Daily Telegraph           | 3 из 5 звёзд · 3 из 5 звёзд · 3 из 5 звёзд · 3 из 5 звёзд · 3 из 5 звёзд                                                                                                |
| Encyclopedia of Popular Music | [ 22 ] |
| MusicHound                    | 3 из 5 звёзд · 3 из 5 звёзд · 3 из 5 звёзд · 3 из 5 звёзд · 3 из 5 звёзд                                                                                                |
| Pitchfork Media               | 10 из 10 звёзд · 10 из 10 звёзд · 10 из 10 звёзд · 10 из 10 звёзд · 10 из 10 звёзд · 10 из 10 звёзд · 10 из 10 звёзд · 10 из 10 звёзд · 10 из 10 звёзд · 10 из 10 звёзд |
| PopMatters                    | [ 23 ] |
| Rolling Stone                 | [ 24 ] |
| Роберт Кристгау               | B+ |
| The Rolling Stone Album Guide | 2 из 5 звёзд · 2 из 5 звёзд · 2 из 5 звёзд · 2 из 5 звёзд · 2 из 5 звёзд                                                                                                |

Журнал NME в своей рецензии назвал альбом «одной из самых экстремальных, безжалостно прямолинейных иконоборческих глыб музыки, какие только возможно услышать на этой стороне солнца…». Рецензент Melody Maker Карл Даллас написал следующее: «…неуютный вкус реальности в среде, которая привычно убаюкивала нас все предыдущие годы…».
Альбом занимает 14 место в списке «25 лучших классических альбомов прогрессивного рока» по версии PopMatters и 9 место в списке Топ-25 лучших альбомов прогрессивного рока по версии Progarchives.com. Также альбом занимает 13 место в списке «50 величайших прог-рок-альбомов всех времён» журнала Rolling Stone.

### Мнения участников группы
Ричард Райт в книге Николаса Шэффнера «Блюдце, полное секретов. Одиссея „Пинк Флойд“», изданной в 1998 году, отметил, что:

Это первый альбом, для которого я ничего не написал. Для меня это также первый диск, начиная с выпуска которого группа перестала быть единым организмом. Вот тогда-то Роджер и решил прибрать все к рукам. В альбоме есть немного музыки, которая мне нравится, но это — не самый мой любимый альбом Pink Floyd.

Несмотря на то, что турне в поддержку Animals стало самым успешным для Pink Floyd на тот момент, музыкантам казалось, что чрезмерная шумиха, связанная со «звёздным» статусом группы, отрицательно сказывается на её музыке и поклонниках.

## Влияние
В декабре 2016 года представители компании New World Design Ltd собирались закрыть имя Дональда Трампа на Международном отеле и башне Трампа в Чикаго надувными свиньями в честь альбома Animals.

## Переиздания
На оригинальной виниловой версии первая сторона состояла из композиций «Pigs on the Wing (Part 1)» и «Dogs». Вторая состояла из «Pigs (Three Different Ones)», «Sheep» и «Pigs on the Wing (Part 2)». На кассетной версии песня «Pigs (Three Different Ones)» была разделена и помещена на разные стороны. Версия к восьмитрековому картриджу была сильно изменена и включала в себя соединённую «Pigs on the Wing» (с гитарным соло Сноуи Уайта), а композиция «Dogs» была разделена на две части (примерно на отметке 6:47).
Изначально выпущенный компаниями Columbia Records в США и Harvest Records в Англии, в 1985 году Animals был издан на компакт-диске. После цифрового ремастеринга альбом был переиздан в 1994 году на компакт-диске, а в 1997 году — ограниченным тиражом на виниле. Помимо этого, альбом вошёл в ряд бокс-сетов — Shine on (1992), Oh, By The Way (2007) и Why Pink Floyd…? (2011).
В 2020 году Уотерс анонсировал готовящееся переиздание альбома в ремикшированном виде в форматах стерео и 5.1, однако впоследствии заявил о приостановке проекта в связи с разногласиями между ним и Гилмором по поводу текста сопроводительной статьи авторства Марка Блейка (выложив фрагменты статьи на своём сайте). В итоге новая версия альбома была выпущена в сентябре 2022 года на виниле, CD и Blu-ray.

## Список композиций
| №  | Название                    | Автор(ы)       | Перевод                   | Длительность |
| -- | --------------------------- | -------------- | ------------------------- | ------------ |
| 1. | «Pigs on the Wing (Part 1)» | Уотерс         | Свиньи в полёте (Часть 1) | 1:24         |
| 2. | «Dogs»                      | Гилмор, Уотерс | Собаки                    | 17:06        |

| №  | Название                      | Автор(ы) | Перевод                   | Длительность |
| -- | ----------------------------- | -------- | ------------------------- | ------------ |
| 1. | «Pigs (Three Different Ones)» | Уотерс   | Свиньи (Три разные)       | 11:28        |
| 2. | «Sheep»                       | Уотерс   | Овцы                      | 10:21        |
| 3. | «Pigs on the Wing (Part 2)»   | Уотерс   | Свиньи в полёте (Часть 2) | 1:27         |

## Участники записи
- Дэвид Гилмор — соло-гитара, основной вокал, ритм- и акустическая гитара на «Dogs», бас-гитара на «Pigs (Three Different Ones)» и «Sheep», ток-бокс на «Pigs (Three Different Ones)»
- Ник Мэйсон — ударные, перкуссия, магнитофонные эффекты
- Роджер Уотерс — основной и гармонический вокал, акустическая гитара на «Pigs on the Wing», ритм гитара на «Pigs (Three Different Ones)» и «Sheep», магнитофонные эффекты, вокодер, бас-гитара в «Dogs»
- Ричард Райт — орган Хаммонда, Родес-пиано, Минимуг, ARP string synthesizer, фортепиано, клавинет, гармонический вокал в «Dogs»

## Позиции в хит-парадах
| Год  | Хит-парад                | Позиция |
| ---- | ------------------------ | ------- |
| 1977 | Альбомы в Великобритании | 2       |
| 1977 | Billboard                | 3       |
| 1977 | Хит-парад Норвегия       | 2       |
| 1977 | Хит-парад Франция        | 1       |

| Хит-парад (1977)            | Позиция |
| --------------------------- | ------- |
| Канада (RPM Top 100 Albums) | 77      |